# Slamet Rahardjo
Slamet Rahardjo, właśc. Slamet Rahardjo Djarot (ur. 21 stycznia 1949 w Serang) – indonezyjski aktor, reżyser i scenarzysta.

## Życiorys
Urodził się 21 stycznia 1949 w Serang.
W 1968 roku wraz z Teguh Karyą założył grupę teatralną Teater Populer.
Gra aktorska w filmach Ranjang Pengantin i Dibalik Kelambu przyniosła mu nagrody Citra (FFI 1975, FFI 1983),
Jako reżyser debiutował w 1979 r. filmem Rembulan dan Matahari.

## Filmografia
- Wadjah Seorang Laki-Laki (1971)
- Cinta Pertama (1973)
- Ranjang Pengantin (1974)
- Kawin Lari (1975)
- Perkawinan Dalam Semusim (1976)
- Badai Pasti Berlalu (1977)
- November 1828 (1978)
- Dibalik Kelambu (1982)
- Tjoet Nja’Dhien (1986)

Źródło: